# Чайковский, Николай Ильич
Николай Ильич Чайковский (9 [21] мая 1838 года—21 ноября [4 декабря] 1911 года) — русский инженер путей сообщения, действительный статский советник; старший брат Петра Ильича Чайковского.

## Биография

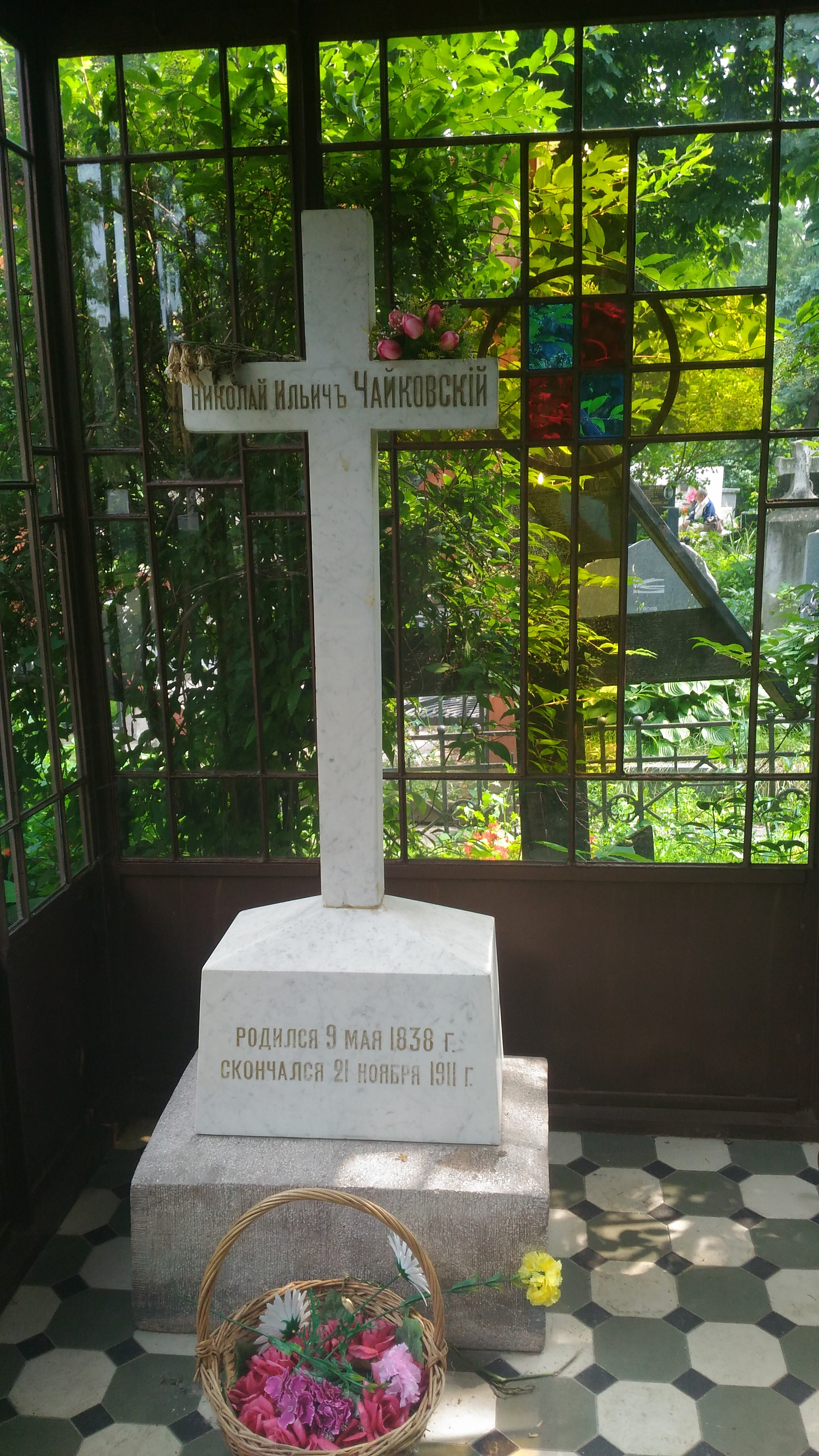
Могила Н.И. Чайковского на Новодевичьем кладбище Москвы

Родился 9 (21) мая 1838 года в Воткинске Вятской губернии. Закончил Горный институт в Петербурге. В 1860-х годах был инженер-поручиком и работал в должности помощника начальника Ковенского паровозного депо Управления Санкт-Петербургской-Варшавской железной дороги. Позже работал в специальной комиссии по изучению состояния и перспектив развития железнодорожной сети Российской империи, принимал участие в составлении железнодорожного Устава, был автором нескольких научно-технических исследований по железнодорожному делу.
В 1887 году в чине действительного статского советника Николай Ильич вышел в отставку. С 1890-х годов жил в Москве, работал управляющим типографий Яковлевых и принимал участие в посмертном издании статей П. И. Чайковского. Также был заведующим Нероновским богадельным домом, а с 1904 года — управляющим делами Общества для поощрения трудолюбия. В последние годы жизни был помощником М. И. Чайковского в делах, посвященных памяти их брата-композитора.
Умер 21 ноября (4 декабря) 1911 года в Москве. Похоронен на Новодевичьем кладбище (2 участок, 9 ряд).

### Семья
Родители:
- Отец — Илья Петрович Чайковский (1795—1880);
- Мать — Александра Андреевна Ассиер (1812—1854).

Братья и сёстры:
- Младший брат — Пётр Ильич Чайковский (1840—1893);
- Младшая сестра — Александра Ильинична Чайковская (в замужестве Давыдова) (1842—1891)[3];
- Младший брат — Ипполит Ильич Чайковский (1843—1927);
- Младший брат — Анатолий Ильич Чайковский (1850—1915), брат-близнец Модеста;
- Младший брат — Модест Ильич Чайковский (1850—1916), брат-близнец Анатолия.

Жена — Ольга Сергеевна Денисьева (с 1872 года).
Дети:
- Сын — Георгий Чайковский (1883-1940[4]). Незаконорожденный сын Татьяны Давыдовой (племянницы Николая). Был усыновлён в 1886 году[5].